# عدنان القطان
عدنان القطان هو إمام وخطيب مسجد الفاتح في البحرين ورئيس بعثة البحرين للحج.

## التعليم
يحمل الشيخ عدنان ماجستير في القرآن الكريم والسنة من جامعة أم القرى في مكة، وبكالوريوس في القانون الإسلامي من الجامعة الإسلامية في المدينة.

## مسؤوليات قانونية
وهو قاضِ شرعي كبير، في المحكمة التابعة لوزارة العدل في البحرين.